# Балістичні окуляри

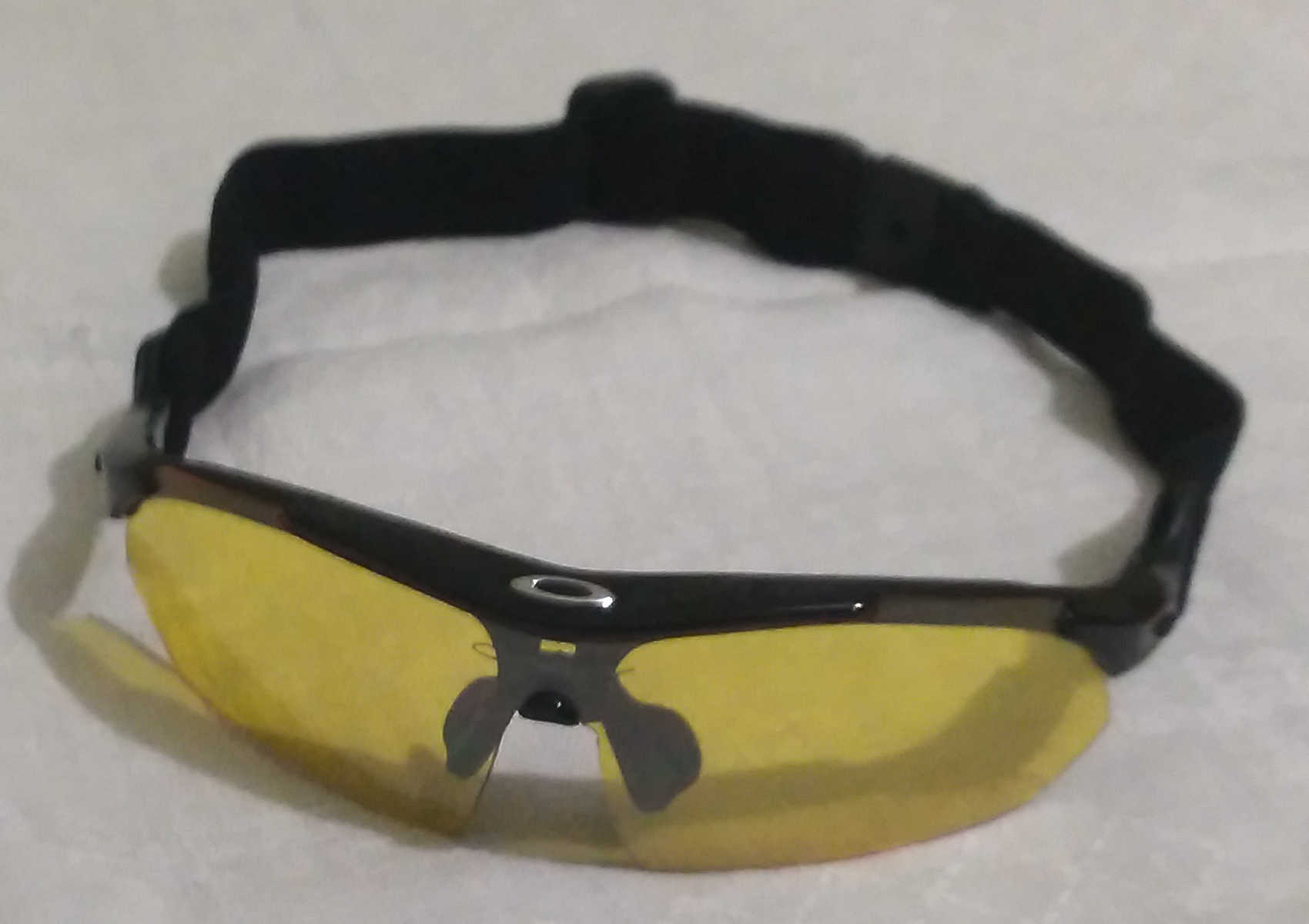
Балістичні окуляри

Балістичні окуляри (окуляри захисні балістичні, інколи тактичні окуляри) — різновид захисних окулярів, що використовуються представниками силових відомств для захисту очей від дрібних осколків та шрапнелі. Мають лінзи з полікарбонату завтовшки 2—2,5 мм. Цей матеріал дуже міцний, він може витримувати навантаження 200—500 кілоджоулів на м², це приблизно у 250 разів міцніше за скло. Крім того, окуляри мають особливо міцну оправу з небиткого, вогнетривкого пластика. У багатьох країнах вони є обов'язковим елементом екіпірування поліції, армії, охоронних агентств, професійних спортсменів-стрільців і мисливців. Зазвичай випускаються зі змінними лінзами, що дозволяють використовувати різні світлофільтри. Найпопулярнішим є жовтий колір лінз, який суттєво підвищує контрастність зображення.

## Опис

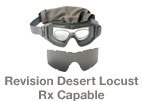
Приклад балістичних окулярів, які можна виготовляти з рецептурними лінзами

Існує два напрямки стандартизації якості балістичних окулярів.
Побутово-промисловий, ANSI Z87.1 є стандартом для цивільного екіпірування (для промислової безпеки). Він включає кілька тестів:
- Penetration test: удар сталевим предметом вагою 44,2 грама з висоти 127 см);
- High mass impact test: удар сталевим конусом вагою 500 грамів, кинутим з висоти 127 см);
- High Velocity Impact: сталева кулька діаметром 6,35 мм, що летить зі швидкістю 45 м/с.

Військовий: MCEPS GL-PD 10-12, MIL-PRF-31013, MIL-DTL-43511D, MIL-PRF-32432
MCEPS GL-PD 10-12 є стандартом англ. MCEPS (Military Combat Eye Protection Systems) є заміною стандарту MIL-PRF-31013
MIL-PRF-31013 є військовим стандартом, тести цього стандарту суттєво відрізняються від цивільного. Зокрема лінзи окулярів під час перевірки повинні витримувати влучання кульки діаметром 3,81 мм, що летить зі швидкістю 200 м/с. Лінзи також проходять перевірку на здатність затримувати ультрафіолетове випромінювання та захищати око від променів лазерних прицілів.
В Україні балістичні окуляри не виробляються (станом на 2023 рік).